# Enemonzo
Enemonzo (friulană Enemonç) este o comună din provincia Udine, regiunea Friuli-Veneția Giulia, Italia, cu o populație de 1.268 locuitori (1 ianuarie 2023) și o suprafață de 23,76 km².

## Demografie
Enemonzo - evoluția demografică

|  | Graficele sunt indisponibile din cauza unor probleme tehnice. Mai multe informații se găsesc la Phabricator și la wiki-ul MediaWiki. |

Date: Recensăminte sau birourile de statistică - grafică realizată de Wikipedia